# داريل برينكلي
داريل برينكلي (بالإنجليزية: Darryl Brinkley)‏ هو لاعب كرة قاعدة أمريكي، ولد في 23 ديسمبر 1968 في ستامفورد في الولايات المتحدة.

## وصلات خارجية
- داريل برينكلي على موقعبيزبول رفرنس.كوم (الدوري الثانوي) (الإنجليزية)